# Maisoncelle-et-Villers
Maisoncelle-et-Villers è un comune francese di 76 abitanti situato nel dipartimento delle Ardenne nella regione del Grand Est.

## Società

### Evoluzione demografica
Abitanti censiti